# Sint-Lucaskerk (Osdorp)
De Sint-Lucaskerk is het voormalige kerkgebouw van de rooms-katholieke Sint-Lucasparochie in Amsterdam-Osdorp.
Toen vanaf 1958 de tuinstad Osdorp verrees werd ook voorzien in de bouw van een rooms-katholieke kerk. Pastoor H.J. Heesterbeek werd op 7 april 1959 benoemd tot bouwpastoor en op 29 augustus van hetzelfde jaar werd een noodkerk ingezegend aan de Meer en Vaart.
Op 4 november 1963 startte de bouw van het definitieve kerkgebouw van architect Th. Nix. aan de Osdorper Ban. De eerstesteenlegging vond plaats op 15 mei 1964 door sub-deken I. van Teijlingen. Precies een jaar erna vond de consecratie van de kerk plaats door de bisschop van Haarlem mgr. J. van Dodewaard.
Bij de inrichting van de kerk werd rekening gehouden met de nieuwe liturgie waarin de gemeenschap geen toeschouwer is van de liturgie, maar deelnemer. De zitplaatsen werden verdeeld in drie groepen die aan drie zijden van het altaar werden geplaatst.
Naar aanleiding van een aanvraag van Heemschut werd het gebouw op 22 november 2017 gemeentelijk monument.
Op zondag 26 mei 2019 werd het kerkgebouw in een laatste mis buiten gebruik gesteld. De parochie fuseerde op 1 januari 2020 met een aantal andere parochies in Nieuw-West tot de parochie De Vier Evangelisten. De gerenoveerde Pauluskerk in Osdorp is aangewezen als hoofdkerk van de parochie.

## Boeddhistisch centrum
In maart 2020 is het complex verkocht aan de boeddhistische organisatie SGI Nederland, die het onder de benaming 'Ikeda Centrum voor Vriendschap en Vrede' gebruikt voor gebed en culturele activiteiten. Op 2 mei 2021 is het centrum na verbouwing formeel, in verband met de COVID-19-pandemie, online gepresenteerd aan de leden van de organisatie. De opening van het parrochiegedeelte is online gehouden op 10 oktober 2021, terwijl het gehele complex fysiek ingehuldigd is in juni 2022.

## Externe linsk
- Website van parochie De Vier Evangelisten
- Website van SGI Nederland